# Neoclytus pubicollis
Neoclytus pubicollis är en skalbaggsart som beskrevs av Fisher 1932. Neoclytus pubicollis ingår i släktet Neoclytus och familjen långhorningar.
Artens utbredningsområde är Kuba. Inga underarter finns listade i Catalogue of Life.